# Oliwia Drzazga
Oliwia Weronika Drzazga (17 de mayo de 2005) es una deportista polaca que compite en halterofilia. Ganó una medalla de plata en el Campeonato Europeo de Halterofilia de 2024, en la categoría de 49 kg.

## Palmarés internacional
| Campeonato Europeo | Campeonato Europeo | Campeonato Europeo | Campeonato Europeo |
| Año                | Lugar              | Medalla            | Categoría          |
| ------------------ | ------------------ | ------------------ | ------------------ |
| 2024               | Sofía (Bulgaria)   | Medalla de plata   | 49 kg              |